# Chauen
Chauen, Xauen (en árabe: شاون‎; pronunciado [ʃawen]) o Chefchauen (en árabe: شفشاون‎, en lenguas bereberes: ⴰⵛⵛⴰⵡⵏ, en francés: Chefchaouen) es un municipio y una ciudad de Marruecos, capital de la provincia del mismo nombre. Está situada en el noroeste del país, en las estribaciones de las montañas del Rif, cerca de Tetuán. Pertenece a la región de Tánger-Tetuán-Alhucemas. En el censo del año 2014 contaba con una población de 42 786 habitantes.

## Toponimia
El nombre Chauen proviene de la locución bereber para "los cuernos", en referencia a los dos picos visibles desde la ciudad. Una creencia popular afirma que el nombre de Chefchauen procede del árabe coloquial shuf ('mira') y el berber arabizado ashawen ('los cuernos'), pero no hay evidencia alguna de ello. La forma abreviada del nombre de la ciudad pasó al español inicialmente como Xauen, aunque desde tiempos recientes se utiliza más la forma Chauen.

## Historia
La ciudad fue fundada en 1471. Su población original estuvo compuesta sobre todo por exiliados de al-Ándalus, tanto musulmanes como judíos, razón por la cual la parte antigua de la ciudad tiene una apariencia muy similar a la de los pueblos andaluces, con pequeñas callejuelas de trazado irregular y casas encaladas (frecuentemente con tonos azules).

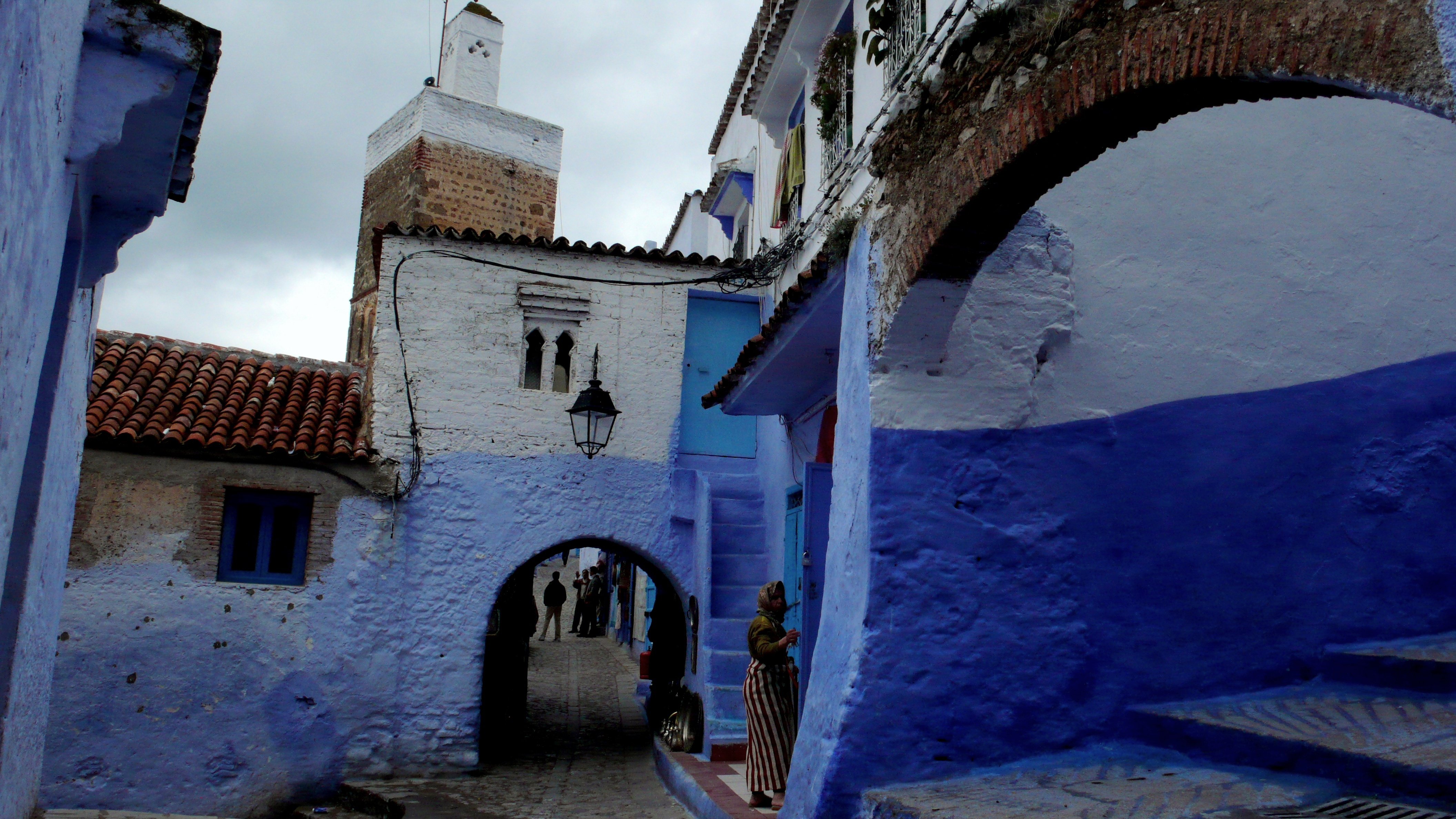
Casas encaladas con la típica tonalidad azul de Chauen.

Chauen está construida sobre un pequeño valle. La parte más antigua de la ciudad crece hacia lo alto de la montaña, y en el punto más alto se encuentran los manantiales de Ras al-Ma. El centro de la ciudad es la plaza de Uta al-Hammam, en la que se encuentra la alcazaba y una mezquita con una torre de base octogonal. Otro punto emblemático de la ciudad es la Mezquita de los Andaluces. La ciudad nueva se ha construido más abajo de la ciudad antigua.

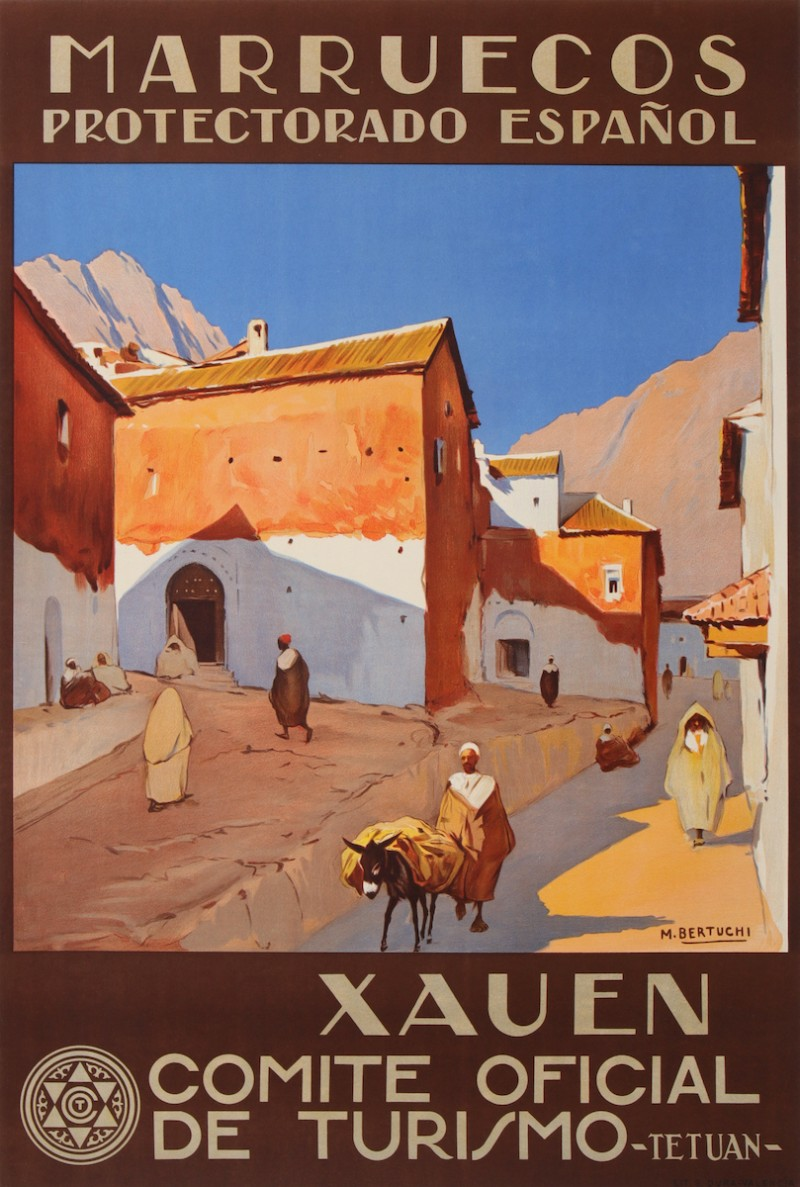
Cartel turístico de Xauen de época del protectorado español de Marruecos. Autor: Mariano Bertuchi.

Chauen fue durante siglos una ciudad considerada sagrada, donde se prohibía la entrada a los extranjeros. Por esta razón se ha mantenido con pocas alteraciones toda su fisonomía medieval. Los cambios en la estructura urbana y poblacional de Chauen son muy recientes. 
Tras el establecimiento del protectorado español de Marruecos (1912) se produjo la presencia en Chauen de personas occidentales. Cuando los españoles llegaron, la ciudad tenía una importante población judía sefardí que hablaba judeoespañol. Durante la guerra del Rif Chauen estuvo durante dos años bajo control de la República del Rif, entre la retirada de Chauen y el nuevo establecimiento español tras las campañas que siguieron al desembarco de Alhucemas. 
Durante la presencia española se estableció en la ciudad el grupo de Fuerzas Regulares Indígenas Xauen Nº6.  En el Plan de Ordenación Urbana de la ciudad de 1944 intervino Pedro Muguruza. De la promoción del turismo en Xauen con el reclamo de su importante patrimonio histórico es testimonio el hotel Parador de Xauen, que sin embargo no pertenecía a la red de Paradores de España. Fue en Chauen donde se produjo la ceremonia de traspaso de la soberanía de la región a Marruecos, arriándose la bandera española, en 1956.
Como en otras ciudades que pertenecieron a España, una parte de sus habitantes sabe español con competencia limitada.[cita requerida] En la actualidad Chauen es un importante centro de turismo, lo que ha atraído a inmigrantes de otras zonas de Marruecos, principalmente del sur.

## Lugares de interés

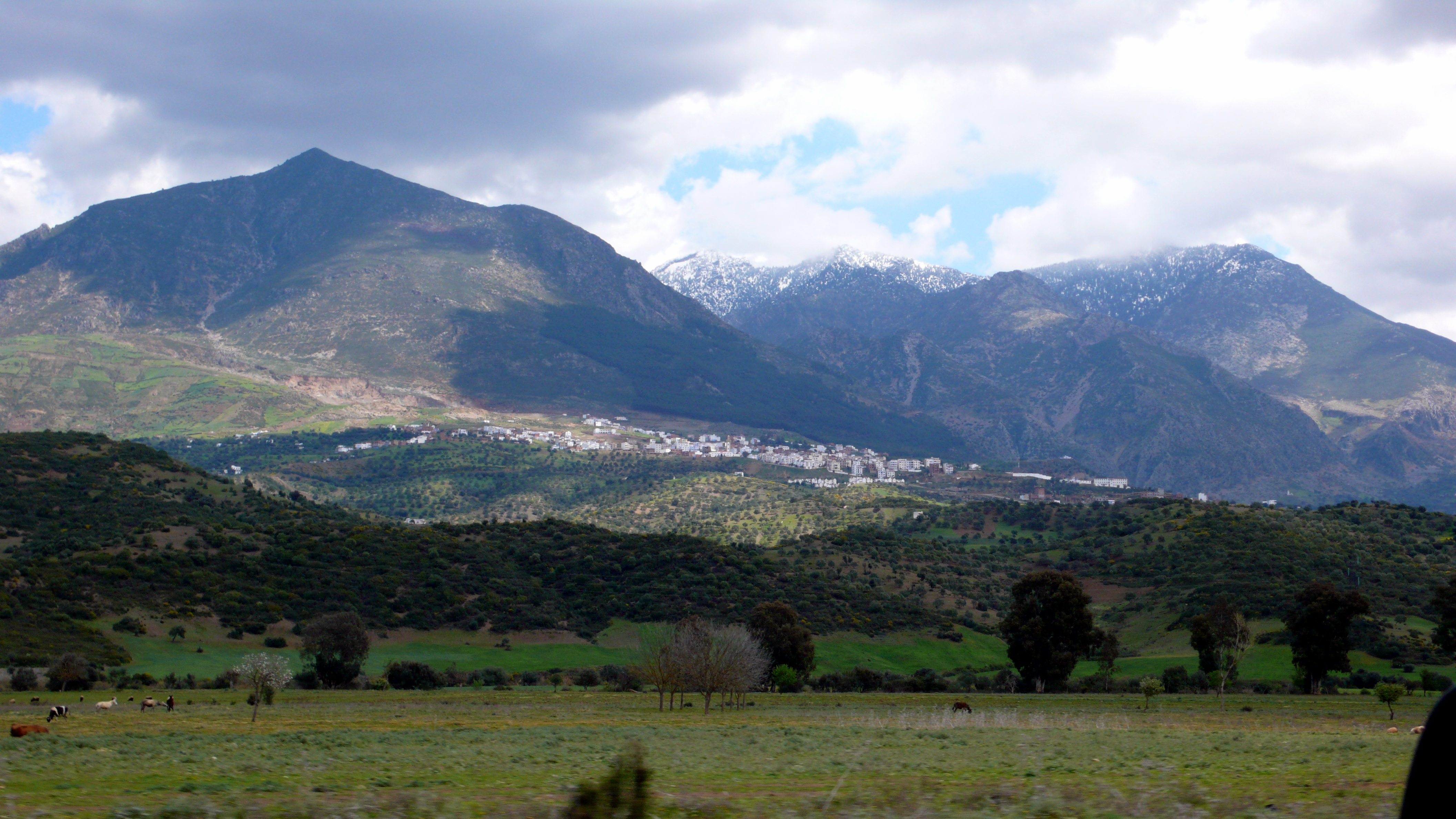
Vista general de Chauen.

Esta ciudad es considerada como una «Ciudad Santa».
- La Medina
- Plaza Hammam
- Gran Mezquita
- Alcazaba o Casba
- Lavaderos
- Antigua mezquita.
- Hammam en el interior de la medina.
- Antiguo caravasar (caravanserai), ocupado actualmente por pequeñas tiendas y artesanos.
- Tiendas de alfombras de Xauen, de un estilo muy particular con degradados de color.
- Tiendas-taller de artesanos de la madera, del hierro y del cuero.
- las puertas de la parte antigua

## Hermanamientos
- Issaquah (Estados Unidos)
- Kunming (China)
- Ronda (España)[6]
- Testur (Túnez)
- Vejer de la Frontera (España)